# Dialetto cearense
Il dialetto cearense è un dialetto portoghese parlato nello stato federato del Ceará, situato nel nord-est del Brasile, con presenza di variazioni interne.

## Alcune caratteristiche principali
- Preferenza per il pronome di seconda persona "tu", invece di "você" (voi), utilizzato colloquialmente in terza persona.
- Suono della "r": forte e aspirata l'inizio delle parole, tra sillabe e il digramma "rr" ("ramo" - ramo, "verso" - versetto, "carro" - auto; debole suono in gruppi di consonanti ("br", "gr" e altri); e in sordina alla fine delle parole ("botar" - mettere).
- L'apertura delle vocali pre-toniche "e" e "o" di fonemi chiusi a fonemi aperto, seguito di una armonia vocalica ("hotel" - albergo, come in "cioè" e "sarò")[1][2].
- Palatalizzazione di fricative "s" e "z" (rappresentato dalle rispettive lettere) quando arrivano prima "t" e "d" ("estado" - stato, "desde" - da).
- Neutralizzazione di fonemi "j", "v" e "z" (rappresentato da più lettere), sostituendo la lettera "r" ("gente" - persone)[3].
- Assenza di palatalizzazione in "di" e "ti", in Fortaleza, a Nord e Nord-Ovest dello Stato, palatalizzazione avviene come nel resto del Brasile (come in "fingere" e "cinque").
- Affricata consonanti deboli sono utilizzati anche in Sud e Centro-Sud dello Stato in altri termini con "des", "dis", "tes" e "tis", rendendo tipo di giunzione fonetica sandhi e mai prima di sillabe sollecitate: "dz" e "ts" ("tardes" - pomeriggi, "pontes" - ponti, come in "mezzo" e "canzone").
- Tipiche espressioni e tendenze per un discorso di genere umoristico ("arrombar" - rompere, "abirobado" - pazzo)[4][5][6].